# La Vall de la Santa Creu
|  | Aquest article tracta sobre la població empordanesa. Vegeu-ne altres significats a «Vall de Santa Creu». |

La Vall de la Santa Creu és un nucli del municipi del Port de la Selva inclòs en l'Inventari del Patrimoni Arquitectònic de Catalunya. És el lloc habitat més pròxim al monestir de Sant Pere de Rodes i es creu que es formà quan fou abandonat el poble de la Santa Creu de Rodes.

## Descripció
Situat a ponent del nucli urbà de la població del Port de la Selva, entre el puig de la Vall i el coll del Perer, a poca distància del monestir de Sant Pere de Rodes i del poble de la Santa Creu de Rodes.
Petit poble format actualment per una trentena de cases i masos disposats en curts, estrets i costeruts carrers, majoritàriament empedrats i tallats a la roca natural, tot i que alguns han estat arranjats modernament. Aquests habitatges, bastits entre els segles XVII-XIX, són de planta rectangular amb les cobertes de teula i distribuïts en planta baixa i pis. Alguns habitatges presenten portals d'arc de mig punt o bé rebaixats bastits amb lloses de pedra allargades disposades a sardinell. També hi ha finestres rectangulars amb llindes monolítiques i emmarcaments de pedra. En alguns casos hi ha edificis que tenen galeries superiors formades per arcades de mig punt. Les construccions són bastides en pedra sense treballar lligades amb morter de calç, tot i que actualment moltes d'elles presenten revestiments arrebossats i emblanquinats. El poble compta amb l'església de Sant Fruitós, situada a l'extrem sud-est del terme. Tot i que el temple actual és una construcció de caràcter popular del segle xvii, els seus orígens es remunten al segle IX i estan relacionats amb la cel·la monàstica de Sant Fruitós, una de les quatre del comtat de Peralada. A l'altre extrem del nucli hi ha la font d'en Garlapa, tancant els límits territorials del nucli.

## Història
Veïnat situat al nord-est del municipi del Port de la Selva, poblat des d'època medieval fins a l'actualitat, que no ha sofert gairebé cap modificació durant el segle xx, suportant fins i tot la pressió turística de finals de segle XX i sobretot principis de l'actual, encara que la majoria de cases són utilitzades com a segones residències.
La Vall va disposar de terme propi fins que una ordre del 1787 donada per Carles III el va annexionar al Port de la Selva. L'economia es basava en la ramaderia i en el conreu de la vinya i l'olivera. De la vinya en queda un bon exemple en el camí que uneix el veïnat amb Sant Pere de Rodes.
Dintre del nucli destaca l'església de Sant Fruitós, datada al segle xvii, encara que amb esments ja al segle ix, i el conjunt de cases dels segles XVII-XIX, paradigma de l'arquitectura popular.